# 2013-as Formula–1 japán nagydíj
A japán nagydíj volt a 2013-as Formula–1 világbajnokság tizenötödik futama, amelyet 2013. október 11. és október 13. között rendeztek meg a japán Suzuka Circuit-ön, Szuzukában.

## Szabadedzések

### Első szabadedzés
A japán nagydíj első szabadedzését október 11-én, pénteken délelőtt tartották.
| helyezés | versenyző           | csapat/motor         | elért idő | különbség | futott kör |
| -------- | ------------------- | -------------------- | --------- | --------- | ---------- |
| 1        | Lewis Hamilton      | Mercedes             | 1:34,157  | -         | 19         |
| 2        | Nico Rosberg        | Mercedes             | 1:34,487  | +0,330    | 19         |
| 3        | Sebastian Vettel    | Red Bull-Renault     | 1:34,768  | +0,611    | 24         |
| 4        | Mark Webber         | Red Bull-Renault     | 1:34,787  | +0,630    | 20         |
| 5        | Felipe Massa        | Ferrari              | 1:35,126  | +0,969    | 14         |
| 6        | Fernando Alonso     | Ferrari              | 1:35,154  | +0,997    | 16         |
| 7        | Romain Grosjean     | Lotus-Renault        | 1:35,179  | +1,022    | 15         |
| 8        | Kimi Räikkönen      | Lotus-Renault        | 1:35,364  | +1,207    | 17         |
| 9        | Sergio Pérez        | McLaren-Mercedes     | 1:35,450  | +1,293    | 27         |
| 10       | Daniel Ricciardo    | Toro Rosso-Ferrari   | 1:35,635  | +1,478    | 19         |
| 11       | Jenson Button       | McLaren-Mercedes     | 1:35,868  | +1,711    | 22         |
| 12       | Nico Hülkenberg     | Sauber-Ferrari       | 1:35,900  | +1,743    | 18         |
| 13       | Jean-Éric Vergne    | Toro Rosso-Ferrari   | 1:36,066  | +1,909    | 20         |
| 14       | Adrian Sutil        | Force India-Mercedes | 1:36,165  | +2,008    | 19         |
| 15       | Pastor Maldonado    | Williams-Renault     | 1:36,178  | +2,021    | 12         |
| 16       | Valtteri Bottas     | Williams-Renault     | 1:36,340  | +2,183    | 23         |
| 17       | Paul di Resta       | Force India-Mercedes | 1:36,399  | +2,242    | 18         |
| 18       | Esteban Gutiérrez   | Sauber-Ferrari       | 1:36,760  | +2,603    | 22         |
| 19       | Heikki Kovalainen   | Caterham-Renault     | 1:37,595  | +3,438    | 22         |
| 20       | Jules Bianchi       | Marussia-Cosworth    | 1:37,629  | +3,472    | 8          |
| 21       | Giedo van der Garde | Caterham-Renault     | 1:38,025  | +3,868    | 15         |
| 22       | Max Chilton         | Marussia-Cosworth    | 1:38,763  | +4,606    | 18         |

### Második szabadedzés
A japán nagydíj második szabadedzését október 11-én, pénteken délután tartották.
| helyezés | versenyző           | csapat/motor         | elért idő  | különbség | futott kör |
| -------- | ------------------- | -------------------- | ---------- | --------- | ---------- |
| 1        | Sebastian Vettel    | Red Bull-Renault     | 1:33,852   | -         | 35         |
| 2        | Mark Webber         | Red Bull-Renault     | 1:34,020   | +0,168    | 35         |
| 3        | Nico Rosberg        | Mercedes             | 1:34,114   | +0,262    | 36         |
| 4        | Kimi Räikkönen      | Lotus-Renault        | 1:34,202   | +0,350    | 17         |
| 5        | Romain Grosjean     | Lotus-Renault        | 1:34,411   | +0,559    | 30         |
| 6        | Lewis Hamilton      | Mercedes             | 1:34,442   | +0,590    | 36         |
| 7        | Daniel Ricciardo    | Toro Rosso-Ferrari   | 1:34,473   | +0,621    | 30         |
| 8        | Felipe Massa        | Ferrari              | 1:34,698   | +0,846    | 35         |
| 9        | Jenson Button       | McLaren-Mercedes     | 1:34,912   | +1,060    | 34         |
| 10       | Fernando Alonso     | Ferrari              | 1:35,087   | +1,235    | 32         |
| 11       | Esteban Gutiérrez   | Sauber-Ferrari       | 1:35,089   | +1,237    | 36         |
| 12       | Jean-Éric Vergne    | Toro Rosso-Ferrari   | 1:35,109   | +1,257    | 34         |
| 13       | Nico Hülkenberg     | Sauber-Ferrari       | 1:35,182   | +1,330    | 34         |
| 14       | Paul di Resta       | Force India-Mercedes | 1:35,275   | +1,423    | 35         |
| 15       | Adrian Sutil        | Force India-Mercedes | 1:35,341   | +1,489    | 25         |
| 16       | Sergio Pérez        | McLaren-Mercedes     | 1:35,709   | +1,857    | 8          |
| 17       | Valtteri Bottas     | Williams-Renault     | 1:36,136   | +2,284    | 41         |
| 18       | Pastor Maldonado    | Williams-Renault     | 1:36,722   | +2,870    | 6          |
| 19       | Charles Pic         | Caterham-Renault     | 1:37,630   | +3,778    | 31         |
| 20       | Giedo van der Garde | Caterham-Renault     | 1:37,905   | +4,053    | 36         |
| 21       | Max Chilton         | Marussia-Cosworth    | 1:38,121   | +4,269    | 33         |
| 22       | Jules Bianchi       | Marussia-Cosworth    | idő nélkül | -         | 0          |

### Harmadik szabadedzés
A japán nagydíj harmadik szabadedzését október 12-én, szombaton délelőtt tartották.
| helyezés | versenyző           | csapat/motor         | elért idő | különbség | futott kör |
| -------- | ------------------- | -------------------- | --------- | --------- | ---------- |
| 1        | Mark Webber         | Red Bull-Renault     | 1:32,053  | -         | 17         |
| 2        | Lewis Hamilton      | Mercedes             | 1:32,187  | +0,134    | 18         |
| 3        | Nico Rosberg        | Mercedes             | 1:32,355  | +0,302    | 18         |
| 4        | Romain Grosjean     | Lotus-Renault        | 1:32,707  | +0,654    | 26         |
| 5        | Fernando Alonso     | Ferrari              | 1:32,800  | +0,747    | 14         |
| 6        | Felipe Massa        | Ferrari              | 1:32,815  | +0,762    | 14         |
| 7        | Jenson Button       | McLaren-Mercedes     | 1:32,869  | +0,816    | 17         |
| 8        | Kimi Räikkönen      | Lotus-Renault        | 1:32,946  | +0,893    | 25         |
| 9        | Sebastian Vettel    | Red Bull-Renault     | 1:33,036  | +0,983    | 8          |
| 10       | Nico Hülkenberg     | Sauber-Ferrari       | 1:33,076  | +1,023    | 12         |
| 11       | Sergio Pérez        | McLaren-Mercedes     | 1:33,158  | +1,105    | 15         |
| 12       | Jean-Éric Vergne    | Toro Rosso-Ferrari   | 1:33,260  | +1,207    | 15         |
| 13       | Daniel Ricciardo    | Toro Rosso-Ferrari   | 1:33,490  | +1,437    | 16         |
| 14       | Pastor Maldonado    | Williams-Renault     | 1:33,638  | +1,585    | 17         |
| 15       | Paul di Resta       | Force India-Mercedes | 1:33,660  | +1,607    | 19         |
| 16       | Esteban Gutiérrez   | Sauber-Ferrari       | 1:33,732  | +1,679    | 15         |
| 17       | Valtteri Bottas     | Williams-Renault     | 1:33,955  | +1,902    | 18         |
| 18       | Adrian Sutil        | Force India-Mercedes | 1:34,773  | +2,720    | 8          |
| 19       | Giedo van der Garde | Caterham-Renault     | 1:35,473  | +3,420    | 20         |
| 20       | Charles Pic         | Caterham-Renault     | 1:35,518  | +3,465    | 18         |
| 21       | Max Chilton         | Marussia-Cosworth    | 1:35,844  | +3,791    | 16         |
| 22       | Jules Bianchi       | Marussia-Cosworth    | 1:39,378  | +7,325    | 20         |

## Időmérő edzés
A japán nagydíj időmérő edzését október 12-én, szombaton futották.
| helyezés              | rajtszám | versenyző           | csapat/motor         | 1. rész  | 2. rész  | 3. rész  | rajthely |
| --------------------- | -------- | ------------------- | -------------------- | -------- | -------- | -------- | -------- |
| 1                     | 2        | Mark Webber         | Red Bull-Renault     | 1:32,271 | 1:31,513 | 1:30,915 | 1        |
| 2                     | 1        | Sebastian Vettel    | Red Bull-Renault     | 1:32,397 | 1:31,290 | 1:31,089 | 2        |
| 3                     | 10       | Lewis Hamilton      | Mercedes             | 1:32,340 | 1:31,636 | 1:31,253 | 3        |
| 4                     | 8        | Romain Grosjean     | Lotus-Renault        | 1:31,824 | 1:31,565 | 1:31,365 | 4        |
| 5                     | 4        | Felipe Massa        | Ferrari              | 1:31,994 | 1:31,668 | 1:31,378 | 5        |
| 6                     | 9        | Nico Rosberg        | Mercedes             | 1:32,244 | 1:31,764 | 1:31,397 | 6        |
| 7                     | 11       | Nico Hülkenberg     | Sauber-Ferrari       | 1:32,465 | 1:31,848 | 1:31,644 | 7        |
| 8                     | 3        | Fernando Alonso     | Ferrari              | 1:32,371 | 1:31,828 | 1:31,665 | 8        |
| 9                     | 7        | Kimi Räikkönen      | Lotus-Renault        | 1:32,377 | 1:31,662 | 1:31,684 | 9        |
| 10                    | 5        | Jenson Button       | McLaren-Mercedes     | 1:32,606 | 1:31,838 | 1:31,827 | 10       |
| 11                    | 6        | Sergio Pérez        | McLaren-Mercedes     | 1:32,718 | 1:31,989 |          | 11       |
| 12                    | 14       | Paul di Resta       | Force India-Mercedes | 1:32,286 | 1:31,992 |          | 12       |
| 13                    | 17       | Valtteri Bottas     | Williams-Renault     | 1:32,613 | 1:32,013 |          | 13       |
| 14                    | 12       | Esteban Gutiérrez   | Sauber-Ferrari       | 1:32,673 | 1:32,063 |          | 14       |
| 15                    | 16       | Pastor Maldonado    | Williams-Renault     | 1:32,875 | 1:32,093 |          | 15       |
| 16                    | 19       | Daniel Ricciardo    | Toro Rosso-Ferrari   | 1:32,804 | 1:32,485 |          | 16       |
| 17                    | 15       | Adrian Sutil        | Force India-Mercedes | 1:32,890 |          |          | 22 [1]   |
| 18                    | 18       | Jean-Éric Vergne    | Toro Rosso-Ferrari   | 1:33,357 |          |          | 17       |
| 19                    | 23       | Max Chilton         | Marussia-Cosworth    | 1:34,320 |          |          | 18       |
| 20                    | 20       | Charles Pic         | Caterham-Renault     | 1:34,556 |          |          | 20 [2]   |
| 21                    | 21       | Giedo van der Garde | Caterham-Renault     | 1:34,879 |          |          | 19       |
| 22                    | 22       | Jules Bianchi       | Marussia-Cosworth    | 1:34,958 |          |          | 21 [3]   |
| 107%-os idő: 1:38,251 |          |                     |                      |          |          |          |          |

Megjegyzés
- ↑ 1:  Adrian Sutil autójában váltócserét hajtottak végre, ezért 5 helyes rajtbüntetést kapott.[1]
- ↑ 2:  Charles Pic az előző futamon megrovásban részesült, ami a harmadik megrovása volt a szezon folyamán, ezért erre a futamra automatikusan 10 rajthelyes büntetést kapott.[2] Pic továbbá a vasárnapi futam elejére bokszutca-áthajtásos büntetést is kapott, mert figyelmen kívül hagyta a piros lámpát a bokszutcából való kihajtáskor. Ez a fajta büntetés először fordul elő a Formula–1 története során, korábban még senki nem kapott hasonló büntetést.[3]
- ↑ 3:  Jules Bianchi az előző futamon megrovásban részesült, ami a harmadik megrovása volt a szezon folyamán, ezért erre a futamra automatikusan 10 rajthelyes büntetést kapott.[2][4]

## Futam
A japán nagydíj futamát október 13-án, vasárnap rendezték.
| helyezés | rajtszám | versenyző           | csapat/motor         | futott kör | idő/kiesés oka   | rajthely | pont |
| -------- | -------- | ------------------- | -------------------- | ---------- | ---------------- | -------- | ---- |
| 1        | 1        | Sebastian Vettel    | Red Bull-Renault     | 53         | 1:26:49,301      | 2        | 25   |
| 2        | 2        | Mark Webber         | Red Bull-Renault     | 53         | +7,129           | 1        | 18   |
| 3        | 8        | Romain Grosjean     | Lotus-Renault        | 53         | +9,910           | 4        | 15   |
| 4        | 3        | Fernando Alonso     | Ferrari              | 53         | +45,605          | 8        | 12   |
| 5        | 7        | Kimi Räikkönen      | Lotus-Renault        | 53         | +47,325          | 9        | 10   |
| 6        | 11       | Nico Hülkenberg     | Sauber-Ferrari       | 53         | +51,615          | 7        | 8    |
| 7        | 12       | Esteban Gutiérrez   | Sauber-Ferrari       | 53         | +1:11,630        | 14       | 6    |
| 8        | 9        | Nico Rosberg        | Mercedes             | 53         | +1:12,023        | 6        | 4    |
| 9        | 5        | Jenson Button       | McLaren-Mercedes     | 53         | +1:20,821        | 10       | 2    |
| 10       | 4        | Felipe Massa        | Ferrari              | 53         | +1:29,263        | 5        | 1    |
| 11       | 14       | Paul di Resta       | Force India-Mercedes | 53         | +1:38,572        | 12       |      |
| 12       | 18       | Jean-Éric Vergne    | Toro Rosso-Ferrari   | 52         | +1 kör           | 17       |      |
| 13       | 19       | Daniel Ricciardo    | Toro Rosso-Ferrari   | 52         | +1 kör           | 16       |      |
| 14       | 15       | Adrian Sutil        | Force India-Mercedes | 52         | +1 kör           | 22       |      |
| 15       | 6        | Sergio Pérez        | McLaren-Mercedes     | 52         | +1 kör           | 11       |      |
| 16       | 16       | Pastor Maldonado    | Williams-Renault     | 52         | +1 kör           | 15       |      |
| 17       | 17       | Valtteri Bottas     | Williams-Renault     | 52         | +1 kör           | 13       |      |
| 18       | 20       | Charles Pic         | Caterham-Renault     | 52         | +1 kör           | 20       |      |
| 19       | 23       | Max Chilton         | Marussia-Cosworth    | 52         | +1 kör           | 18       |      |
| ki       | 10       | Lewis Hamilton      | Mercedes             | 7          | baleseti sérülés | 3        |      |
| ki       | 21       | Giedo van der Garde | Caterham-Renault     | 0          | baleset          | 19       |      |
| ki       | 22       | Jules Bianchi       | Marussia-Cosworth    | 0          | baleset          | 21       |      |

## A világbajnokság állása a verseny után
| H   | Versenyzők       | Pont | H   | Konstruktőrök        | Pont |
| --- | ---------------- | ---- | --- | -------------------- | ---- |
| 1.  | Sebastian Vettel | 297  | 1.  | Red Bull-Renault     | 445  |
| 2.  | Fernando Alonso  | 207  | 2.  | Ferrari              | 297  |
| 3.  | Kimi Räikkönen   | 177  | 3.  | Mercedes             | 287  |
| 4.  | Lewis Hamilton   | 161  | 4.  | Lotus-Renault        | 264  |
| 5.  | Mark Webber      | 148  | 5.  | McLaren-Mercedes     | 83   |
| 6.  | Nico Rosberg     | 126  | 6.  | Force India-Mercedes | 62   |
| 7.  | Felipe Massa     | 90   | 7.  | Sauber-Ferrari       | 45   |
| 8.  | Romain Grosjean  | 87   | 8.  | Toro Rosso-Ferrari   | 31   |
| 9.  | Jenson Button    | 60   | 9.  | Williams-Renault     | 1    |
| 10. | Nico Hülkenberg  | 39   | 10. | Marussia-Cosworth    | 0    |

(A teljes táblázat)

## Statisztikák
- Vezető helyen:
  - Romain Grosjean : 26 kör (1-12 / 15-28)
  - Sebastian Vettel : 22 kör (13-14 / 29-37 / 43-53)
  - Mark Webber : 5 kör (38-42)
- Mark Webber 12. pole-pozíciója, 18. leggyorsabb köre.
- Sebastian Vettel 35. győzelme.
- A Red Bull 43. győzelme.
- Sebastian Vettel 58., Mark Webber 39., Romain Grosjean 7. dobogós helyezése.
- Esteban Gutiérrez első pontjai